# هلوسة (مانغا)
هلوسة (باليابانية: 首幻想، بالروماجي: Kubi Gensō) هيمانغا يابانية من تأليف ورسم جونجي إيتو، نشرت من قبل أساهي سونوراما في مجلة هالوين الشهرية، منذ مارس عام 1989 حتى مارس عام 1993، تم تجمع فصول المانغا في تانكوبون واحد، نشر في عام 1998. هذه المانغا هي المجلد التاسع من مجموعة جونجي إيتو.

## القصة
- هلوسة (باليابانية: 首幻想، بالروماجي: Kubi Gensō)

تدور أحداث القصة عن تورو أوشيكيري فتى هادئ قصير القامة وقليل من الأصدقاء. بينما كان والديه يعملان في الخارج، يعيش بمفرده في قصر كبير، وحدته ويؤثر على الواقع، وتحدث أشياء غريبة له ولأولئك الذين يتورط معهم.
- مستنقع الموتى الأحياء (باليابانية: 生霊の沼، بالروماجي: Ikisudama no Numa)

- صديق بن (باليابانية: ペンフレンド، بالروماجي: pen furendo)

- دخيل (باليابانية: 侵入者، بالروماجي: Shinnyūsha)

- حكايات أخرى لأوشيكيري (باليابانية: 押切異談، بالروماجي: Oshikiri Idan)

- حكايات أخرى لأوشيكيري: الجدار (باليابانية: 押切異談・ 壁، بالروماجي: Oshikiri Idan: Kabe)

## فيلم حي
اقتبست المانغا إلى فيلم حي من قبل زينبوكو ساتو تحت عنوان أوشيكيري، عرض في اليابان في 2 سبتمبر عام 2000.